# دین در اوکراین

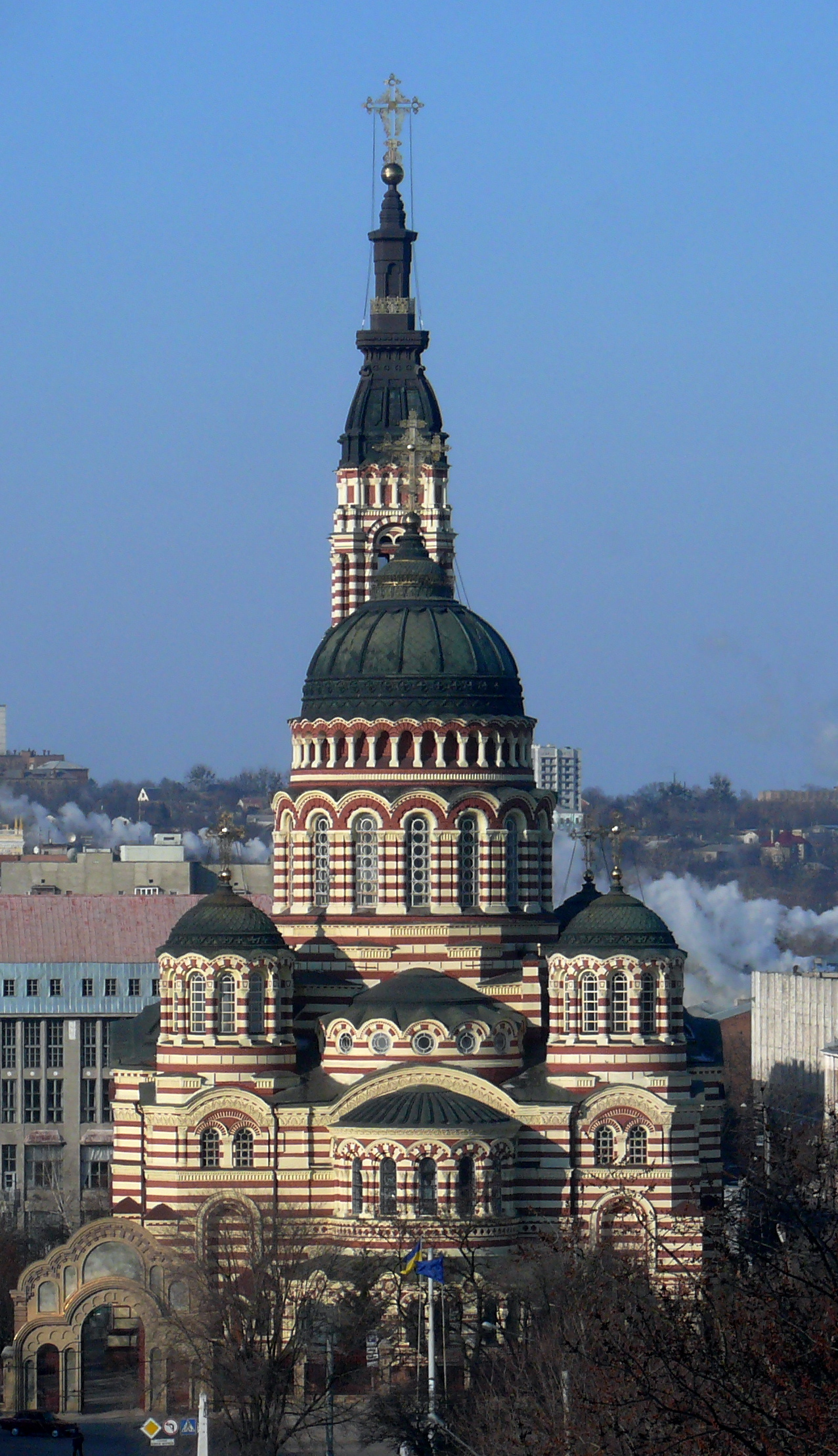
کلیسای جامع تبشیری در خارکیف از بلندترین کلیساهای ارتدوکس در جهان که در سال ۱۸۸۸ ساخته‌شد.

دین در اوکراین (انگلیسی: Religion in Ukraine) متنوع است و اکثریت مردم به مسیحیت پایبند هستند. یک نظرسنجی در سال ۲۰۱۸ توسط مرکز رازومکوف نشان داد که ۷۱٫۷ درصد از مردم خود را مؤمن اعلام کردند. حدود ۶۷٫۳ درصد از مردم به یکی از دسته‌های مسیحیت معتقد هستند، ۲٫۵ درصد به اسلام، ۰٫۴ درصد به دین یهودیت معتقدند؛ درحالی که درصد کمی از هندوئیسم، بودیسم و بت‌پرستی (رودنووری) پیروی می‌کنند. ۱۱ درصد دیگر خود را بی‌دین اعلام کردند. بر اساس نظرسنجی‌های انجام شده توسط رازومکوف در دهه ۲۰۰۰ و اوایل ۲۰۱۰، این نسبت‌ها در طول دهه گذشته نسبتاً ثابت بوده‌است. در صورتی که نسبت افراد معتقد و مؤمن به‌طور کلی از ۷۶ درصد در سال ۲۰۱۴ به ۷۰ درصد در سال ۲۰۱۶ و ۷۲ درصد در سال ۲۰۱۸ کاهش یافته‌است.

## تاریخچه

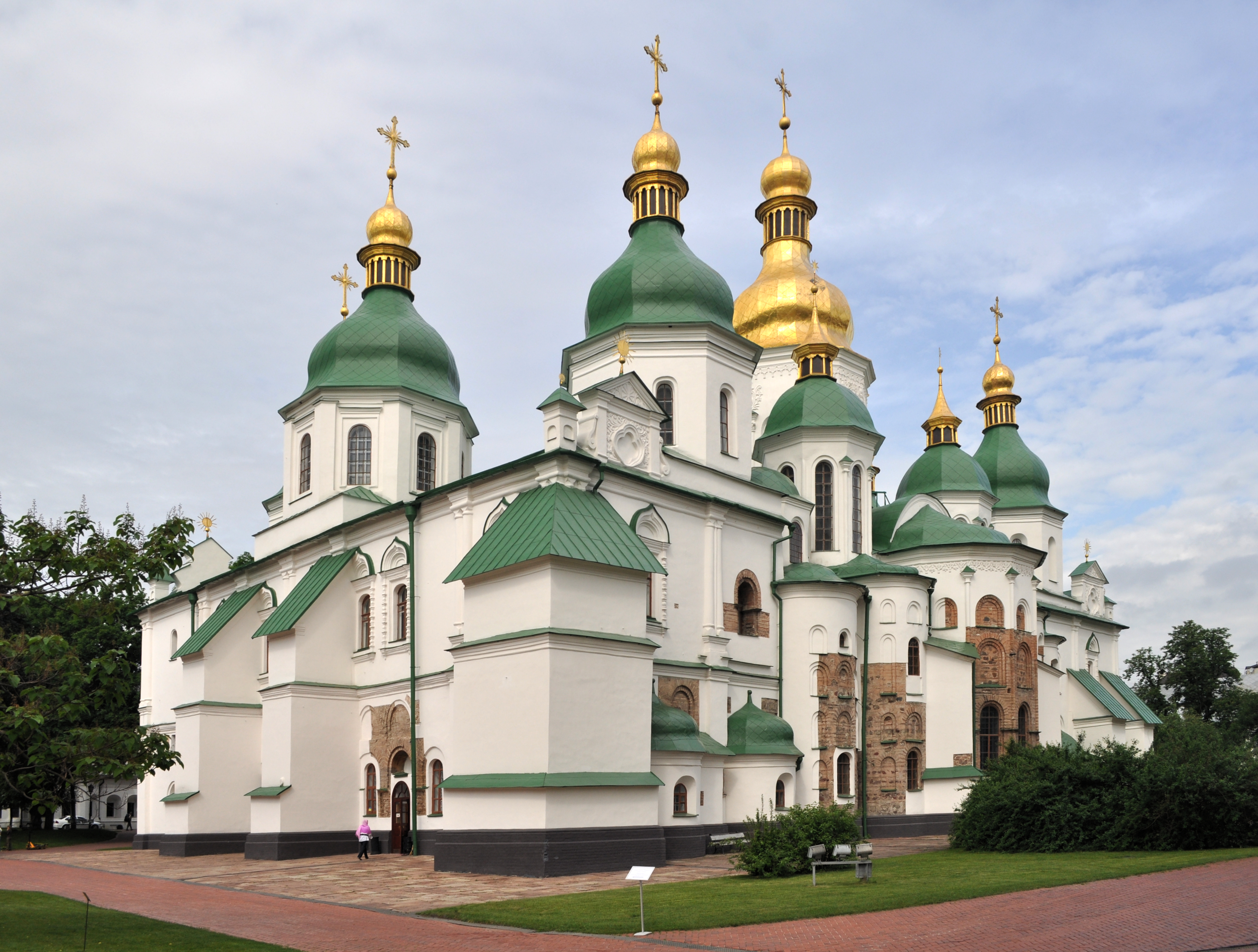
کلیسای جامع سن سوفیا در فهرست میراث جهانی یونسکو قرار دارد.

در دوران ماقبل تاریخ و در اوایل قرون وسطی، سرزمین‌های اوکراین امروزی از قبایل مختلفی که به ادیان بت‌پرست سنتی خود معتقد بودند، پیروی می‌کردند. مسیحیت با آیین بیزانس برای اولین بار در اوایل هزاره اول برجسته شد. براساس روایات و افسانه‌هایی که بیان می‌کنند، در قرن اول میلادی، اندرو رسول از مکانی بازدید کرد که کی‌یف امروزی پدید آمد.

## جمعیت‌شناسی

### ادیان در استان
یک نظرسنجی در فوریه ۲۰۱۵ توسط مرکز رازومکوف و مؤسسه بین‌المللی جامعه‌شناسی، داده‌های زیر را در سطح منطقه داد:
| استان                  | منطقه  | ارتدوکس | کاتولیک یونانی | کاتولیک لاتین | پروتستان | مسیحی (مذهب نامشخص) | بی‌دین | سایر پاسخ‌ها (بقیه) |
| ---------------------- | ------ | ------- | -------------- | ------------- | -------- | ------------------- | ----- | ------------------ |
| استان چرکاسی           | مرکز   | ۸۹٪     | ۰٫۵٪           | ۰٫۵٪          | ۱٪       | ۵٪                  | ۳٪    | ۱٪                 |
| استان چرنیهیو          | مرکز   | ۸۷٪     | ۰٪             | ۰٪            | ۰٪       | ۹٪                  | ۲٪    | ۲٪                 |
| استان چرنیوتسی         | غرب    | ۸۶٪     | ۲٪             | ۱٪            | ۲٪       | ۵٪                  | ۲٪    | ۲٪                 |
| استان دنیپروپتروفسک    | شرق    | ۸۳٪     | ۰٪             | ۰٫۵٪          | ۰٫۵٪     | ۹٪                  | ۵٪    | ۲٪                 |
| استان دونتسک           | Donbas | ۶۹٪     | ۰٪             | ۰٪            | ۱٪       | ۱۵٪                 | ۱۰٪   | ۵٪                 |
| استان ایوانو فرانکیسوک | غرب    | ۳۵٪     | ۵۷٪            | ۱٪            | ۱٪       | ۶٪                  | ۰٪    | ۰٪                 |
| استان خارکف            | شرق    | ۷۶٪     | ۰٪             | ۰٪            | ۱٪       | ۱۳٪                 | ۸٪    | ۲٪                 |
| استان خرسون            | جنوب   | ۷۵٪     | ۰٫۵٪           | ۰٫۵٪          | ۱٪       | ۱۰٪                 | ۱۰٪   | ۳٪                 |
| استان خملنیتسکی        | مرکز   | ۷۸٪     | ۲٪             | ۳٪            | ۲٪       | ۶٪                  | ۷٪    | ۲٪                 |
| کی‌یف                   | مرکز   | ۷۹٪     | ۱٪             | ۱٪            | ۱٪       | ۶٪                  | ۱۱٪   | ۱٪                 |
| استان کیف              | مرکز   | ۸۰٪     | ۰٫۵٪           | ۰٫۵٪          | ۱٪       | ۹٪                  | ۷٪    | ۲٪                 |
| استان کیرووهراد        | مرکز   | ۷۶٪     | ۰٫۵٪           | ۰٪            | ۰٫۵٪     | ۱۷٪                 | ۵٪    | ۱٪                 |
| استان لوهانسک          | Donbas | ۷۱٪     | ۰٫۵٪           | ۰٪            | ۰٫۵٪     | ۸٪                  | ۱۸٪   | ۲٪                 |
| استان لویو             | غرب    | ۳۰٪     | ۵۹٪            | ۲٪            | ۱٪       | ۶٪                  | ۱٪    | ۱٪                 |
| استان میکولایف         | جنوب   | ۸۰٪     | ۰٪             | ۰٪            | ۰٪       | ۶٪                  | ۱۱٪   | ۱٪                 |
| استان اودسا            | جنوب   | ۸۴٪     | ۰٫۵٪           | ۰٪            | ۰٫۵٪     | ۶٪                  | ۶٪    | ۱٪                 |
| استان پولتاوا          | مرکز   | ۶۶٪     | ۱٪             | ۰٪            | ۱٪       | ۲۶٪                 | ۵٪    | ۱٪                 |
| استان ریونه            | غرب    | ۹۱٪     | ۱٪             | ۱٪            | ۵٪       | ۲٪                  | ۰٪    | ۰٪                 |
| استان سومی             | مرکز   | ۸۵٪     | ۰٫۵٪           | ۱٪            | ۰٫۵٪     | ۷٪                  | ۵٪    | ۱٪                 |
| استان ترنوپیل          | غرب    | ۳۶٪     | ۵۲٪            | ۳٪            | ۳٪       | ۶٪                  | ۰٪    | ۰٪                 |
| استان وینیتسیا         | مرکز   | ۸۴٪     | ۰٫۵٪           | ۱٪            | ۰٫۵٪     | ۷٪                  | ۶٪    | ۱٪                 |
| استان ولین             | غرب    | ۹۷٪     | ۱٪             | ۰٫۵٪          | ۱٪       | ۰٫۵٪                | ۰٪    | ۰٪                 |
| استان زاکارپیتا        | غرب    | ۶۸٪     | ۱۹٪            | ۷٪            | ۱٪       | ۳٪                  | ۱٪    | ۱٪                 |
| استان زاپروژیا         | شرق    | ۷۳٪     | ۰٪             | ۰٪            | ۰٪       | ۱۰٪                 | ۱۶٪   | ۱٪                 |
| استان ژیتومیر          | مرکز   | ۸۵٪     | ۰٫۵٪           | ۱٪            | ۰٫۵٪     | ۷٪                  | ۵٪    | ۱٪                 |

## مسیحیت

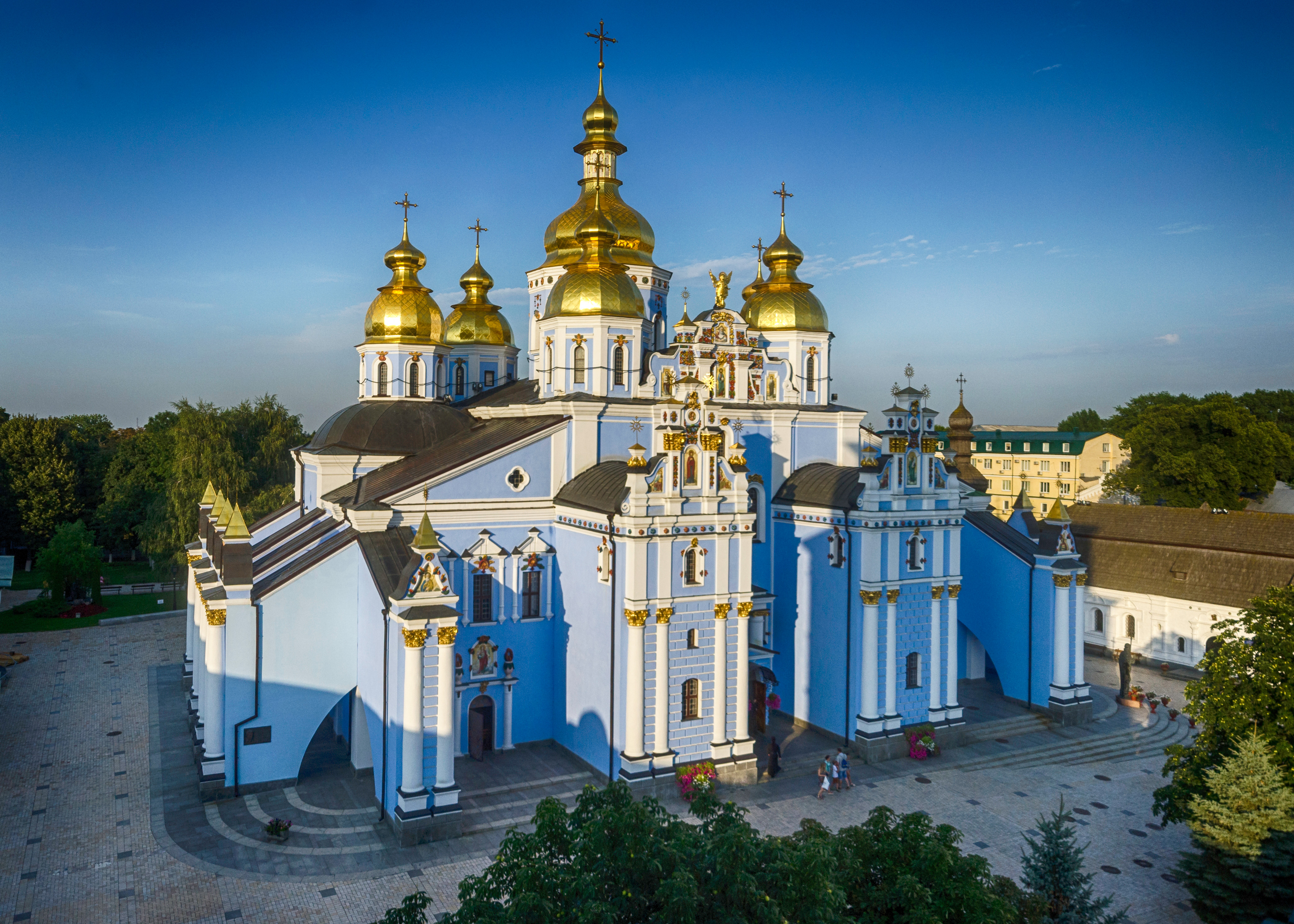
کلیسای ارتدکس اوکراین در کی‌یف

از سال ۲۰۱۸، ۸۷٫۴ درصد از جمعیت اوکراین، طی یک نظرسنجی، اعلام کردند که به مسیحیت اعتقاد دارند.

## اسلام

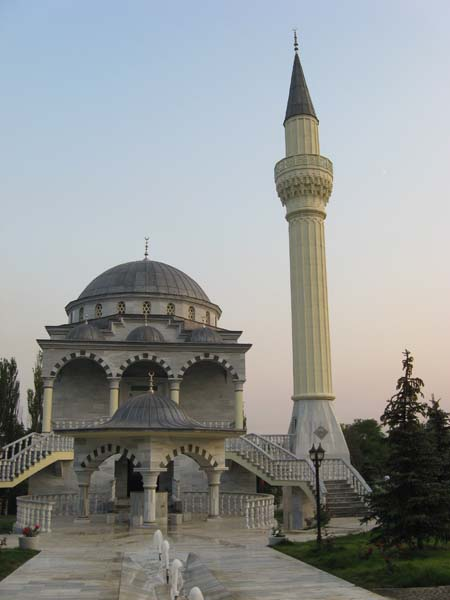
مسجد سلطان سلیمان در ماریوپول

در کشور اوکراین نزدیک به ۴۴۵ جوامع مسلمین و ۱۶۰ مسجد وجود دارد. در منطقه کریمه تاتارهای کریمه در حدود ۱۲٪ جمعیت را تشکیل می‌دهند که حداقل ۳۰ مورد از جوامع مسلمین در این منطقه از کشور می‌باشد. سایر گروه‌های قومیتی عبارتند از چچنی‌ها، مهاجران قفقازی، و اقلیتی از افغان‌ها که زبان‌های عمده آنان تاتاری، ترکی و قفقازی (مانند چچنی یا آواری) می‌باشد. اما همه جوامع مسلمانان به اوکراینی و روسی مسلط هستند.

## نگارخانه

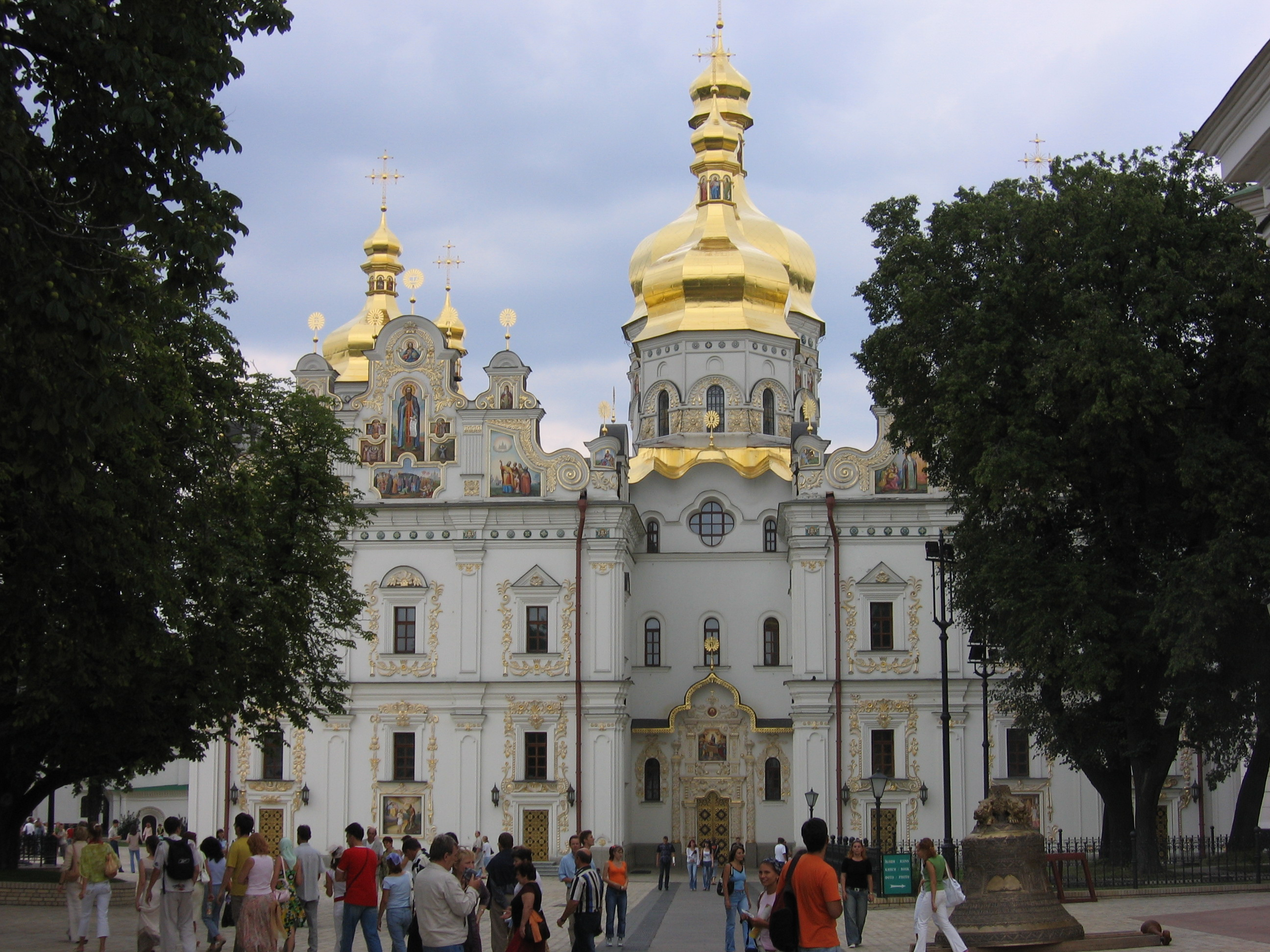
کلیسای جامع کی‌یف (ساخت ۱۰۷۸، بازسازی شده در ۲۰۰۰)
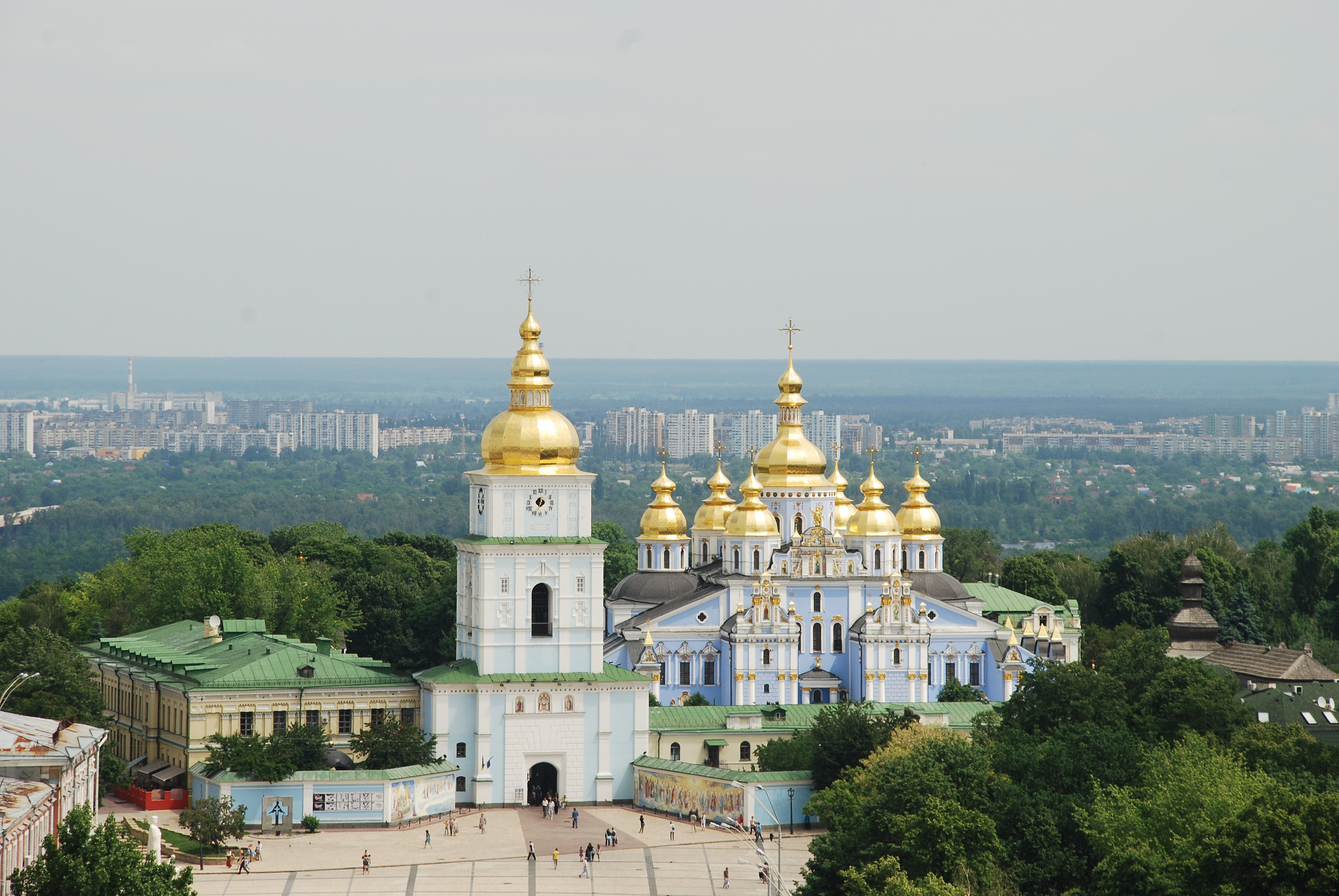
کلیسای جامع گنبد طلایی سنت مایکل، کی‌یف (ساخت ۱۱۱۳، بازسازی شده در ۱۹۹۹)
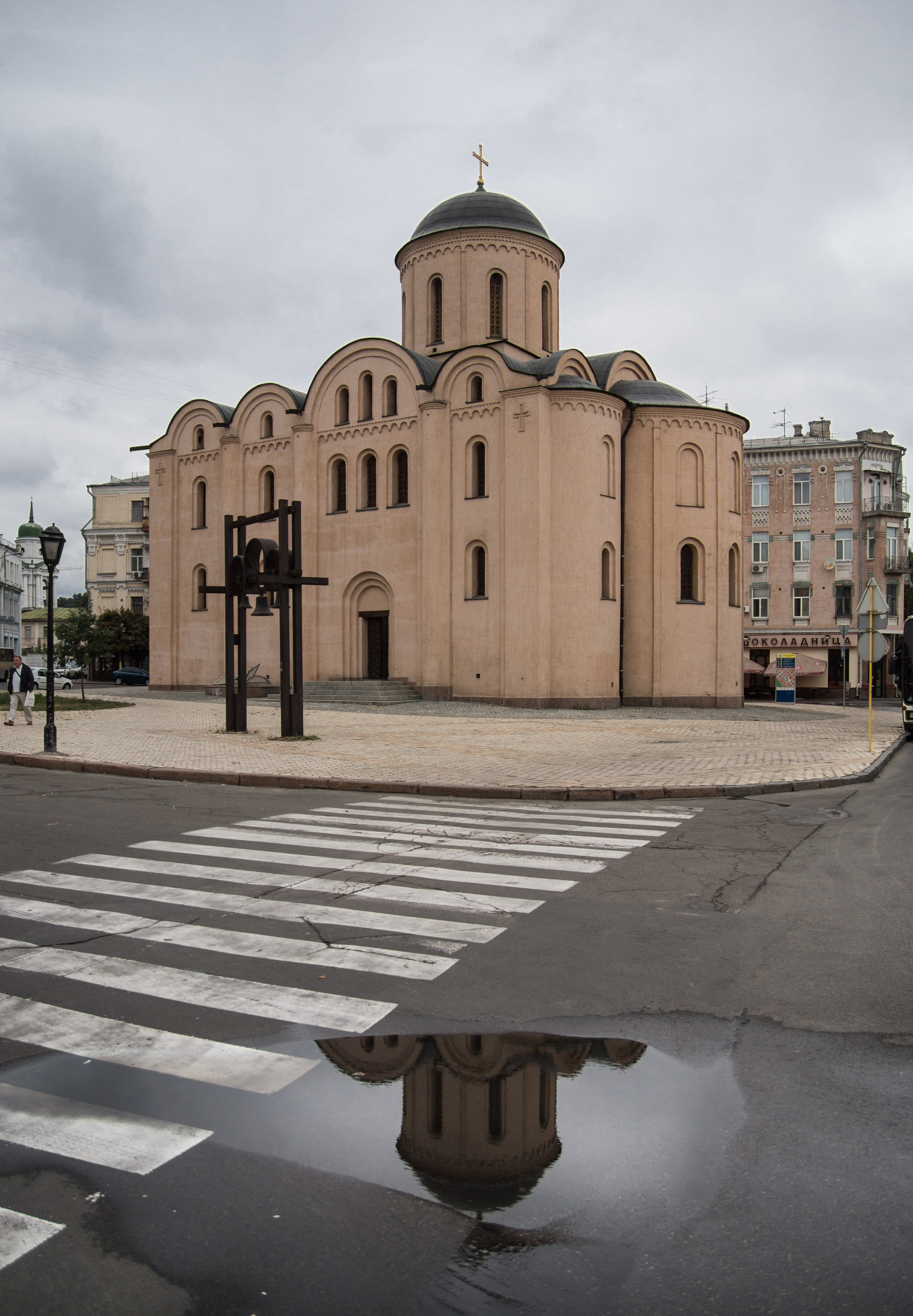
کلیسای پیروهوشکا، کی‌یف (ساخت ۱۱۳۲، بازسازی شده در ۱۹۹۷-۱۹۹۸)
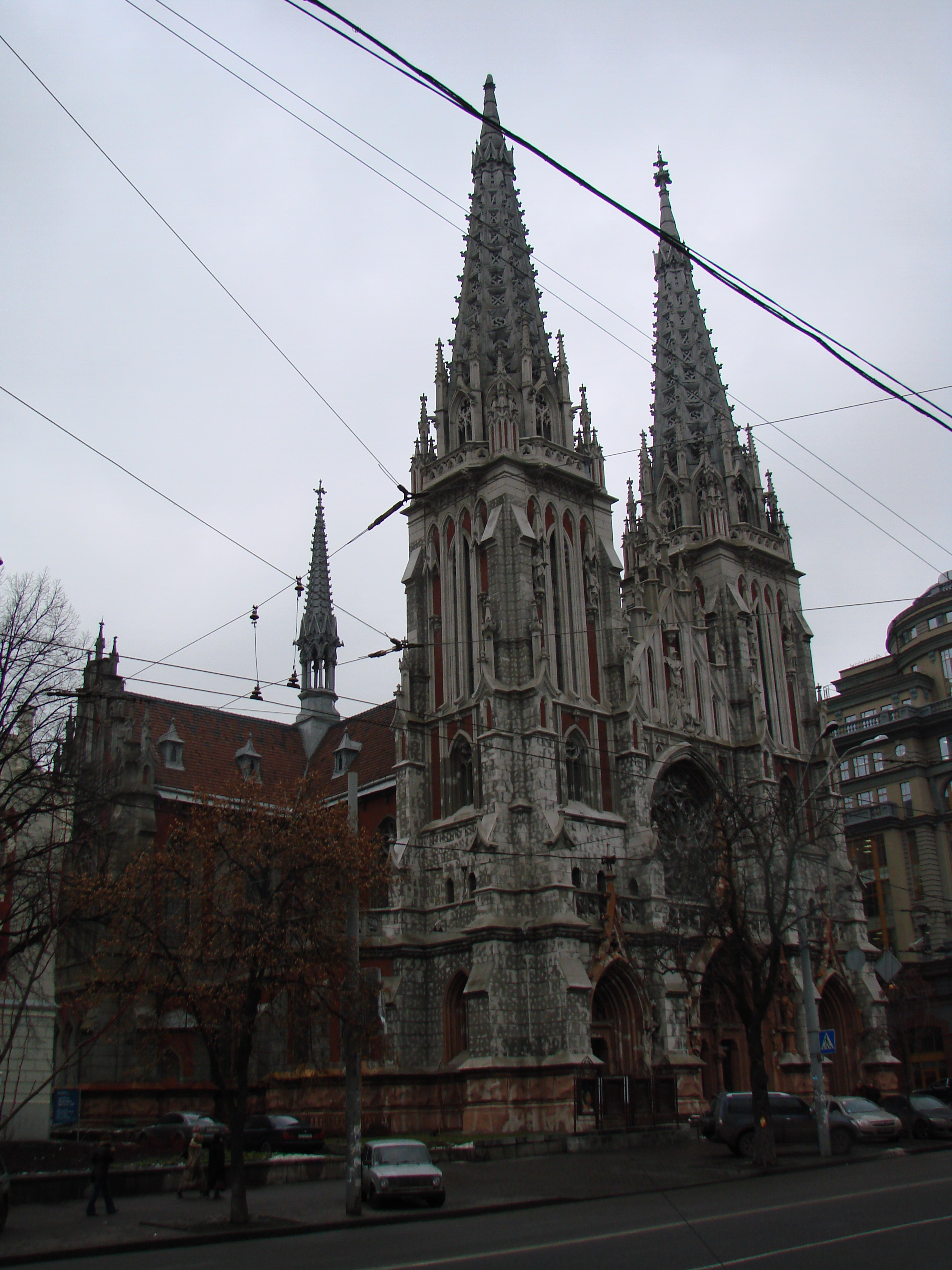
کلیسای سنت نیکلاس، کی‌یف (ساخت ۱۸۹۹-۱۹۰۹)
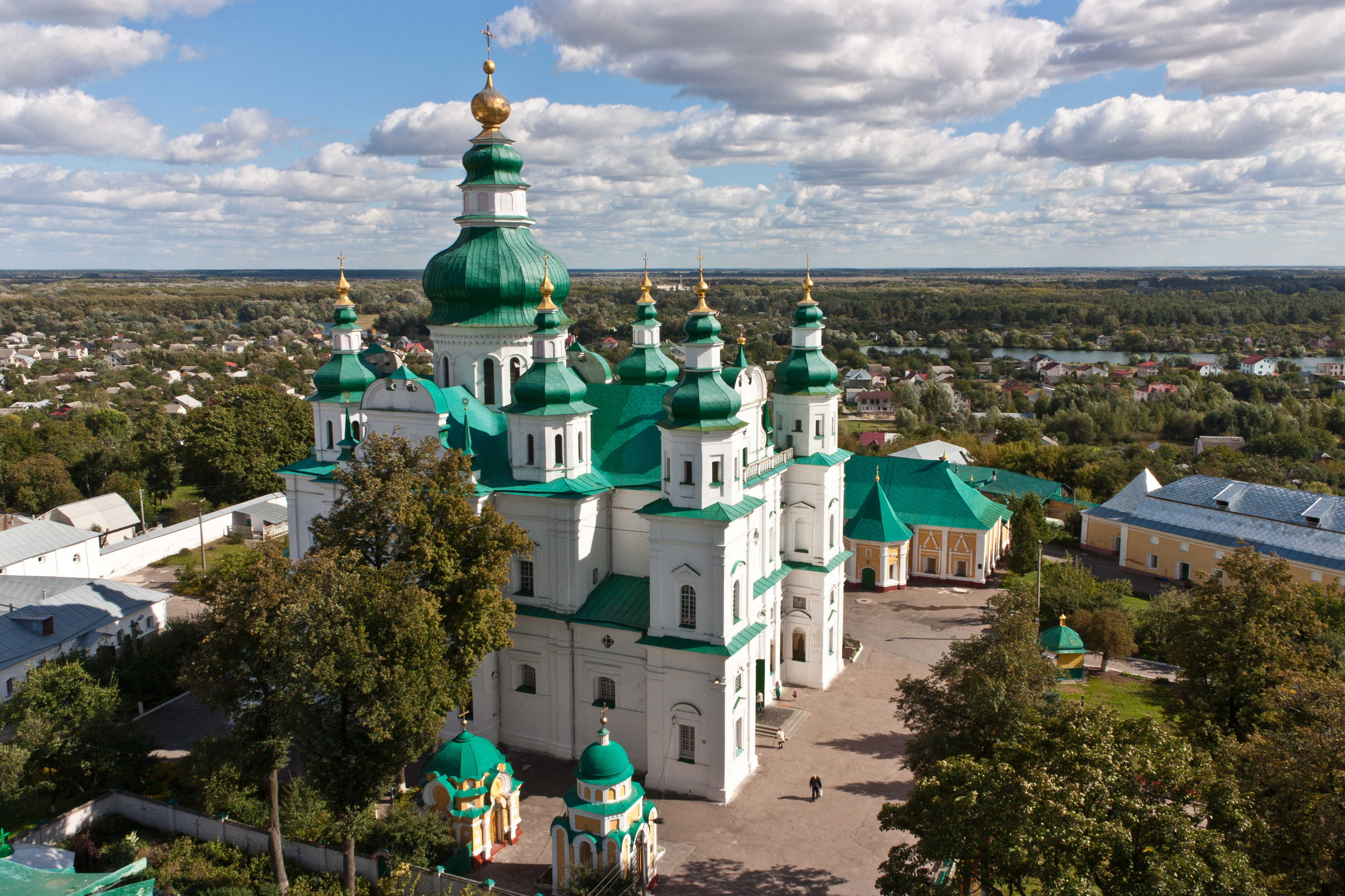
کلیسای جامع تثلیث، چرنیهف (ساخت ۱۶۹۵)
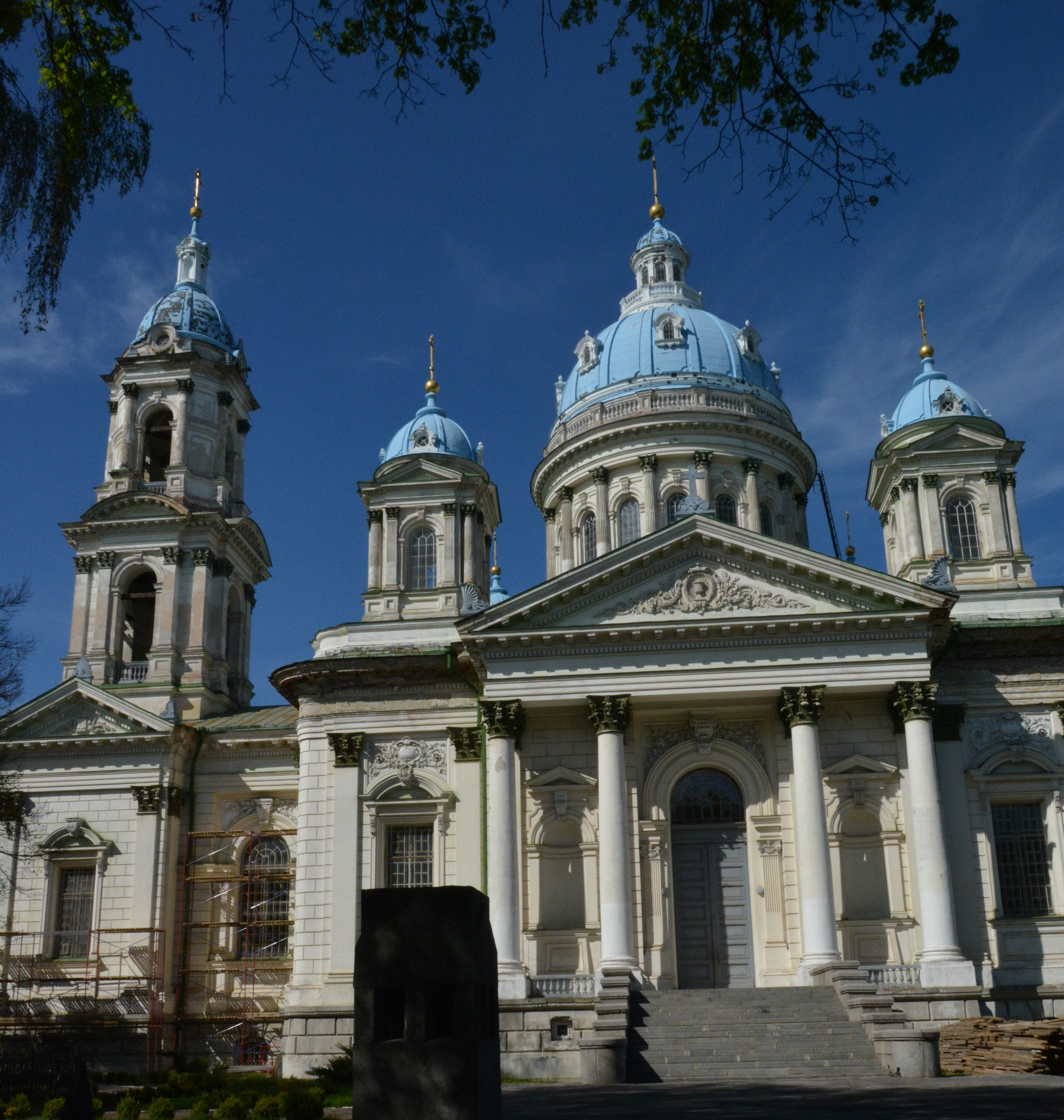
کلیسای جامع ترینیتی، سومی (ساخت ۱۹۱۳)
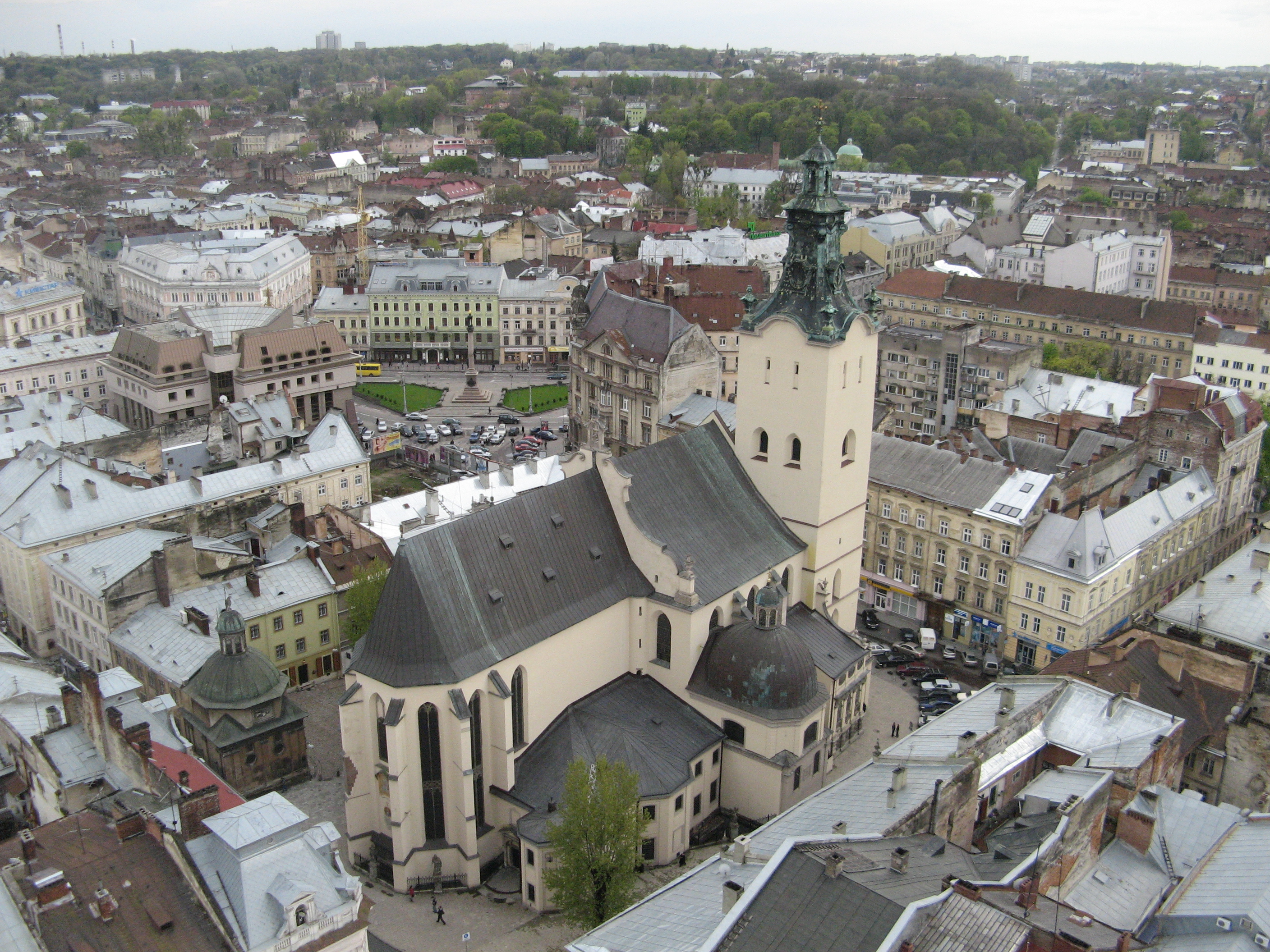
کلیسای جامع لاتین، Lviv (تقریبی ۱۴۹۳)
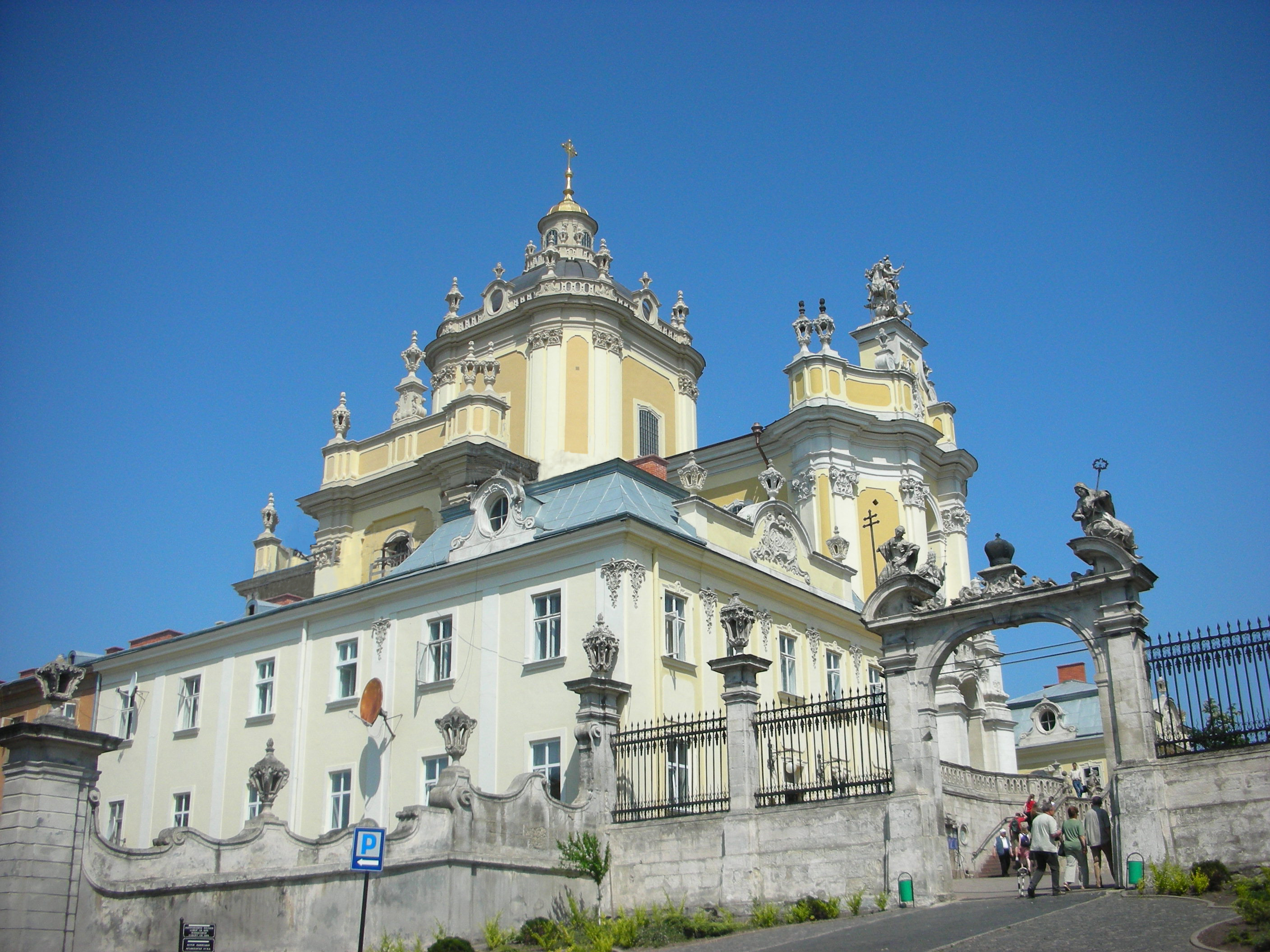
کلیسای جامع سنت جورج
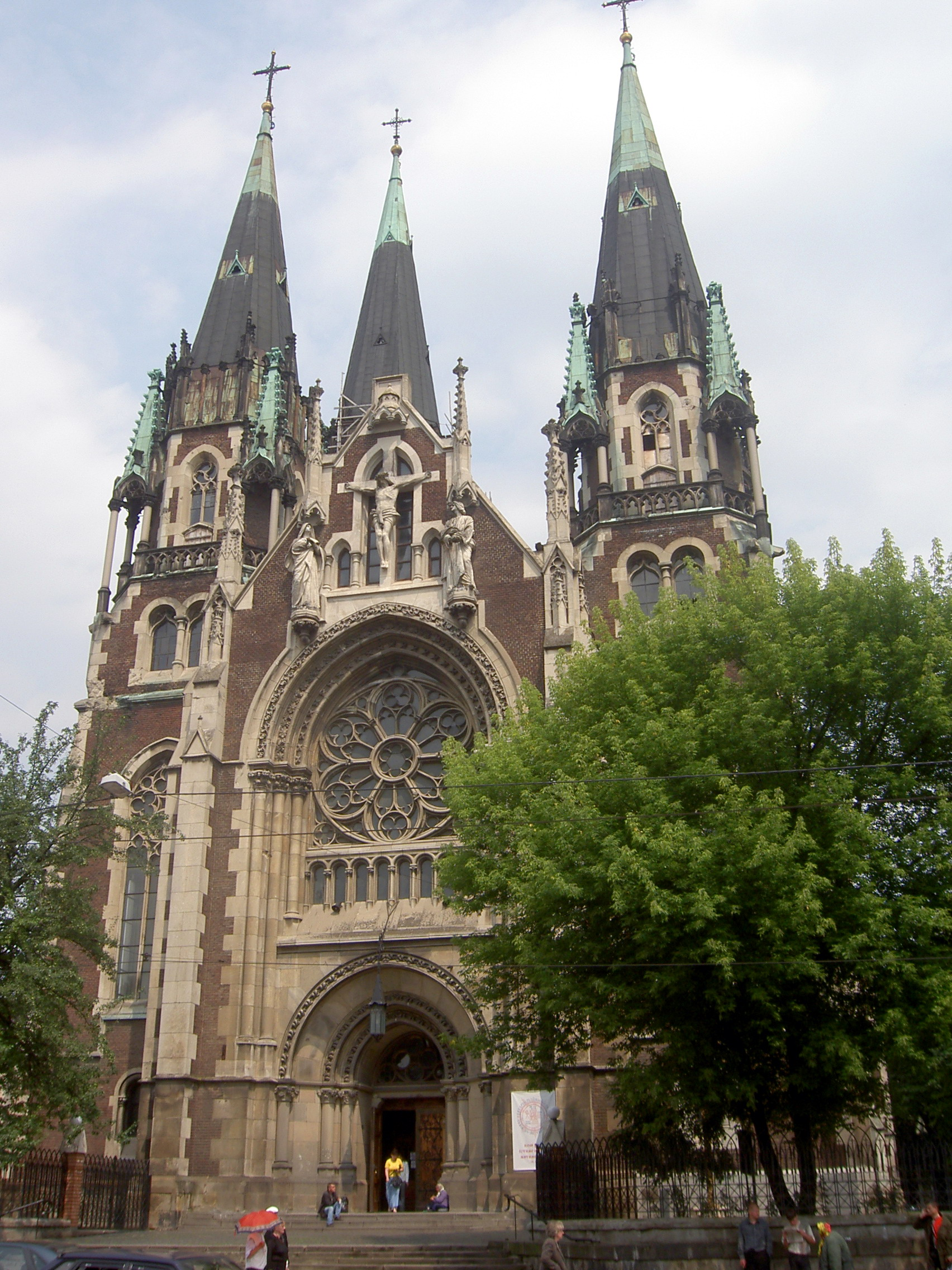
کلیسای سنت الیزابت، (۱۹۰۳-۱۹۱۱)
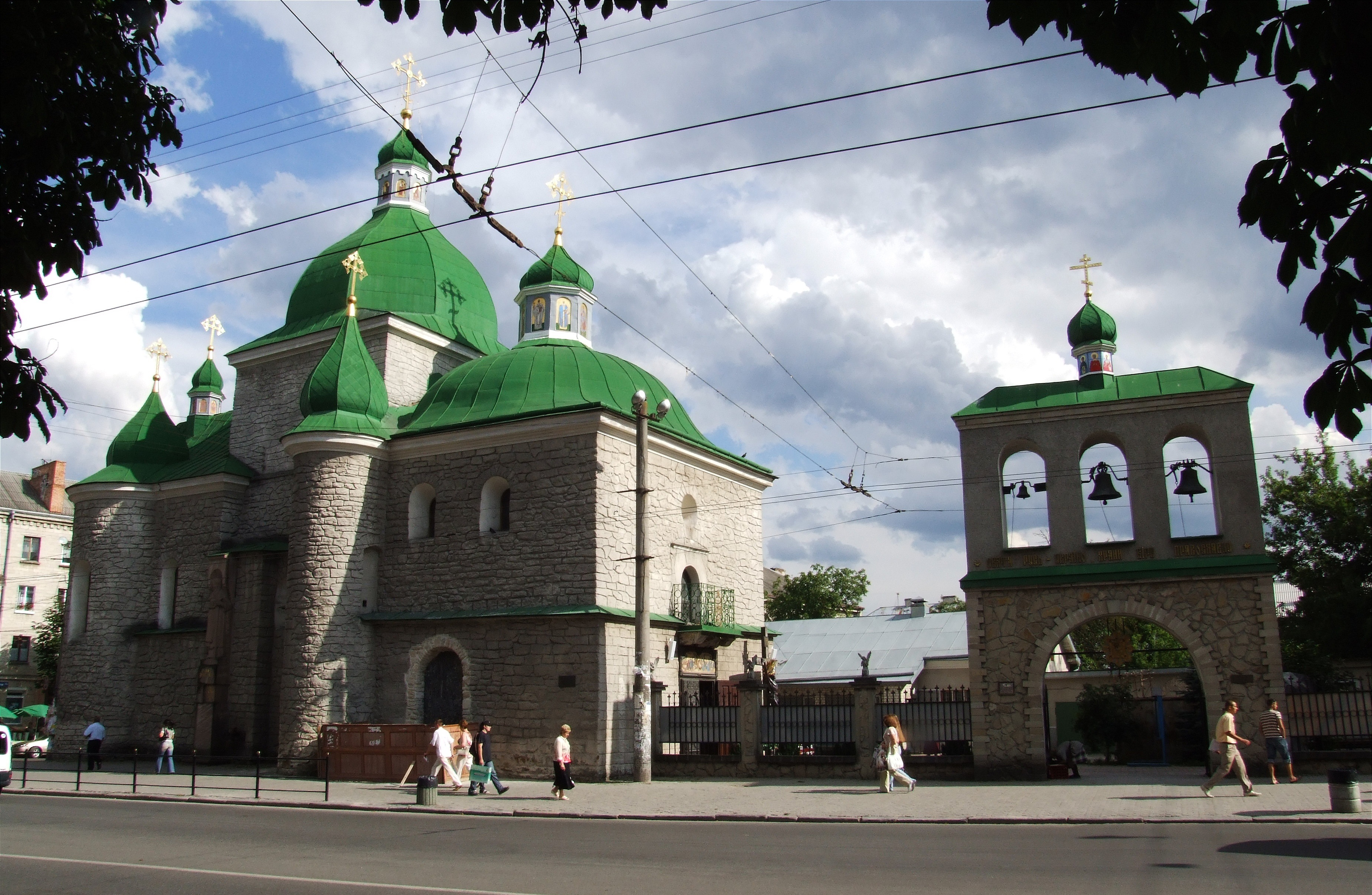
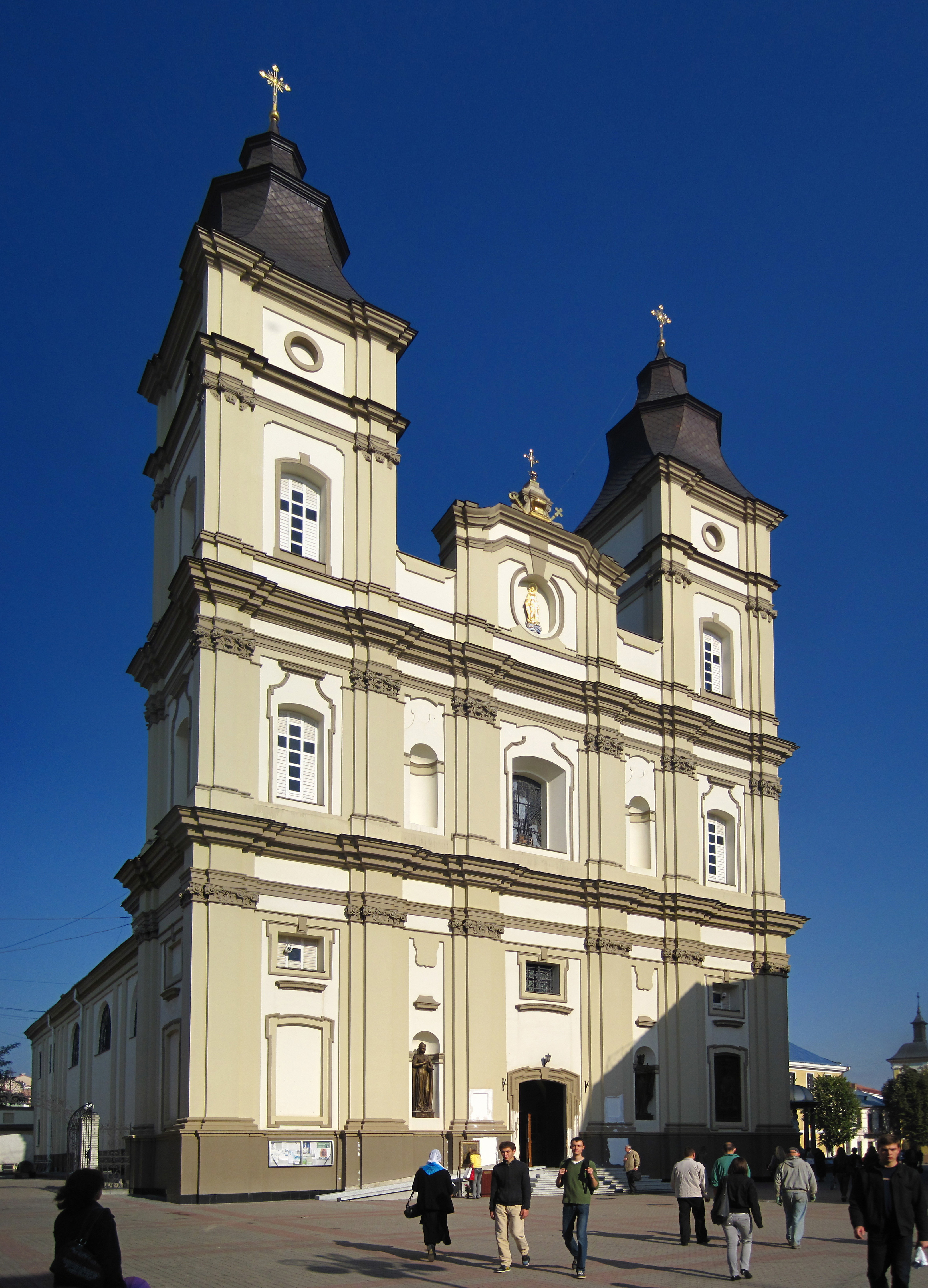
کلیسای جامع معاد مقدس، ایوانو-فرانکیفسک (۱۷۲۹-۱۷۶۳)
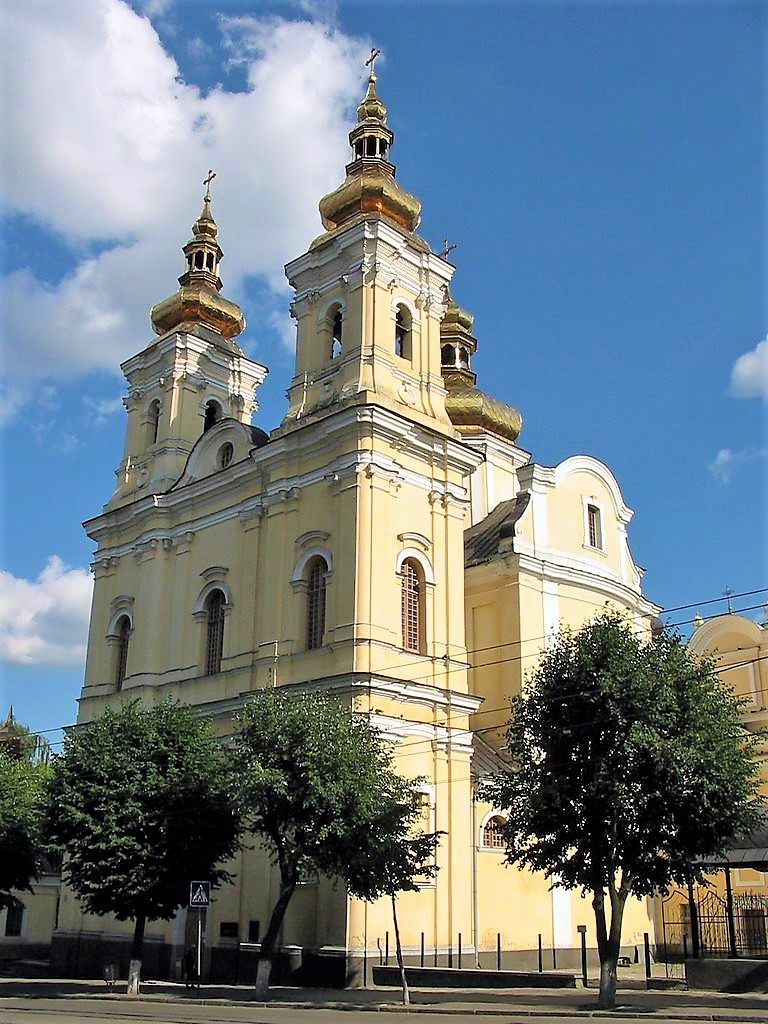
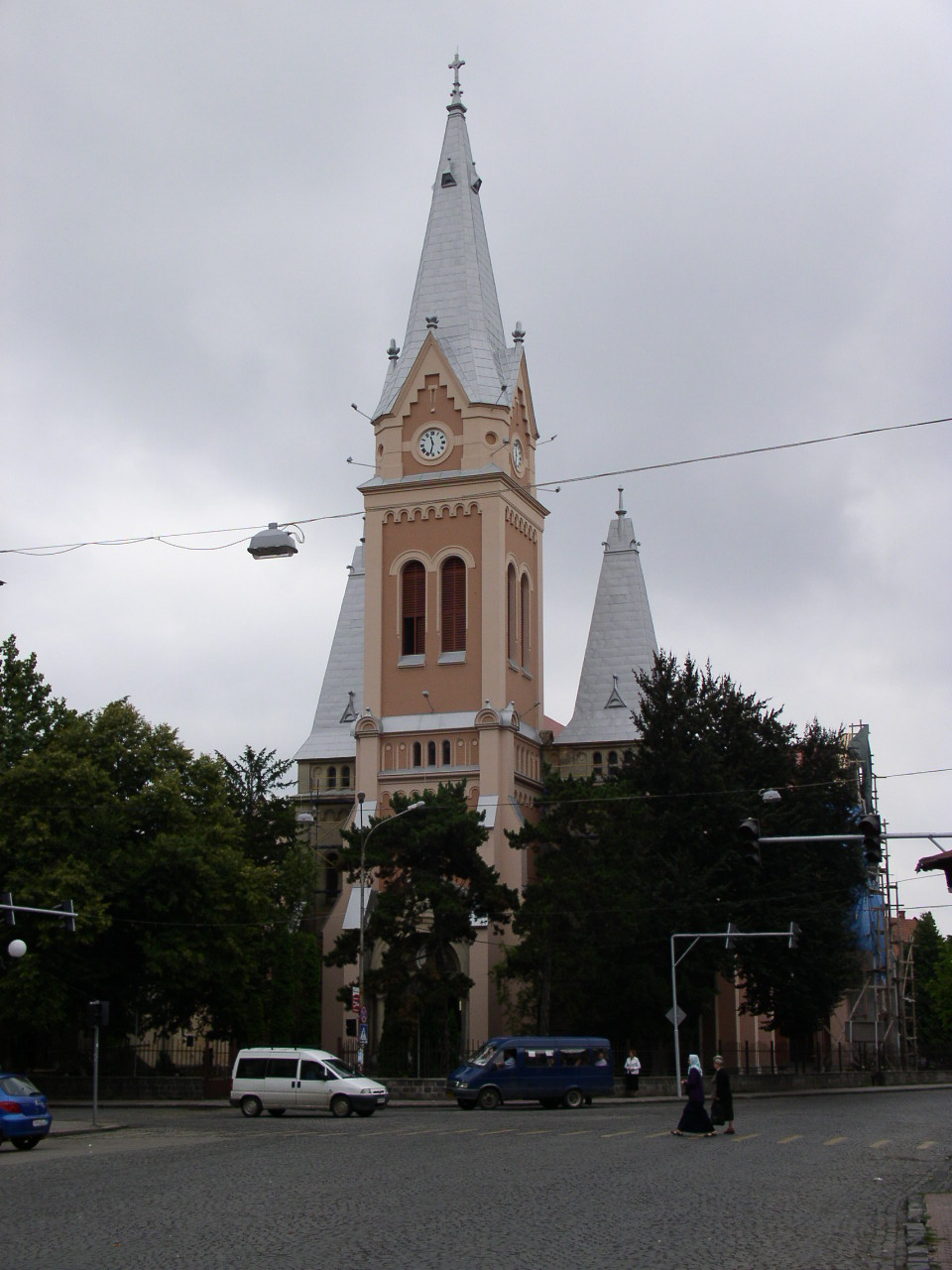
کلیسای سنت مارتین (۱۹۰۴)
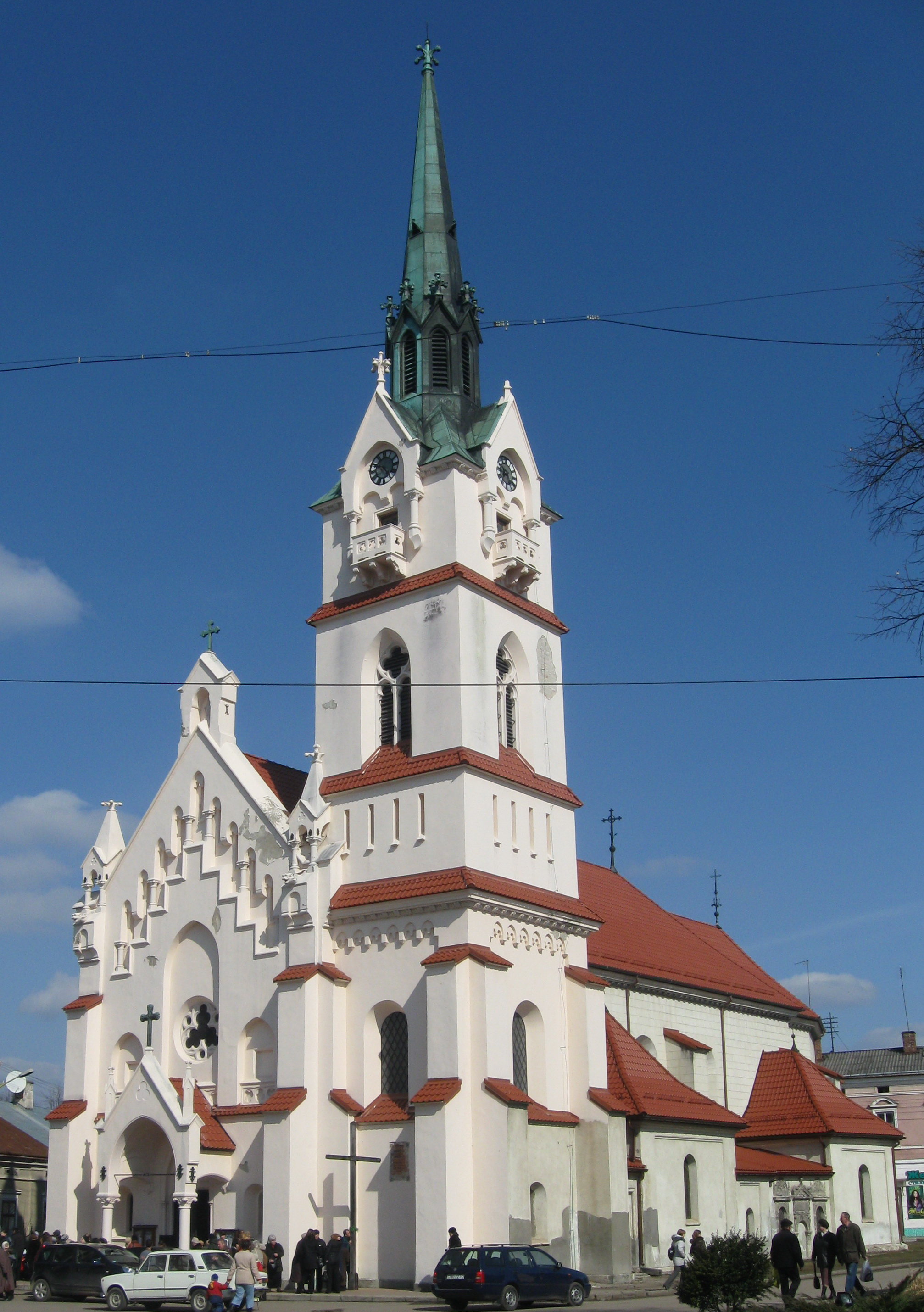
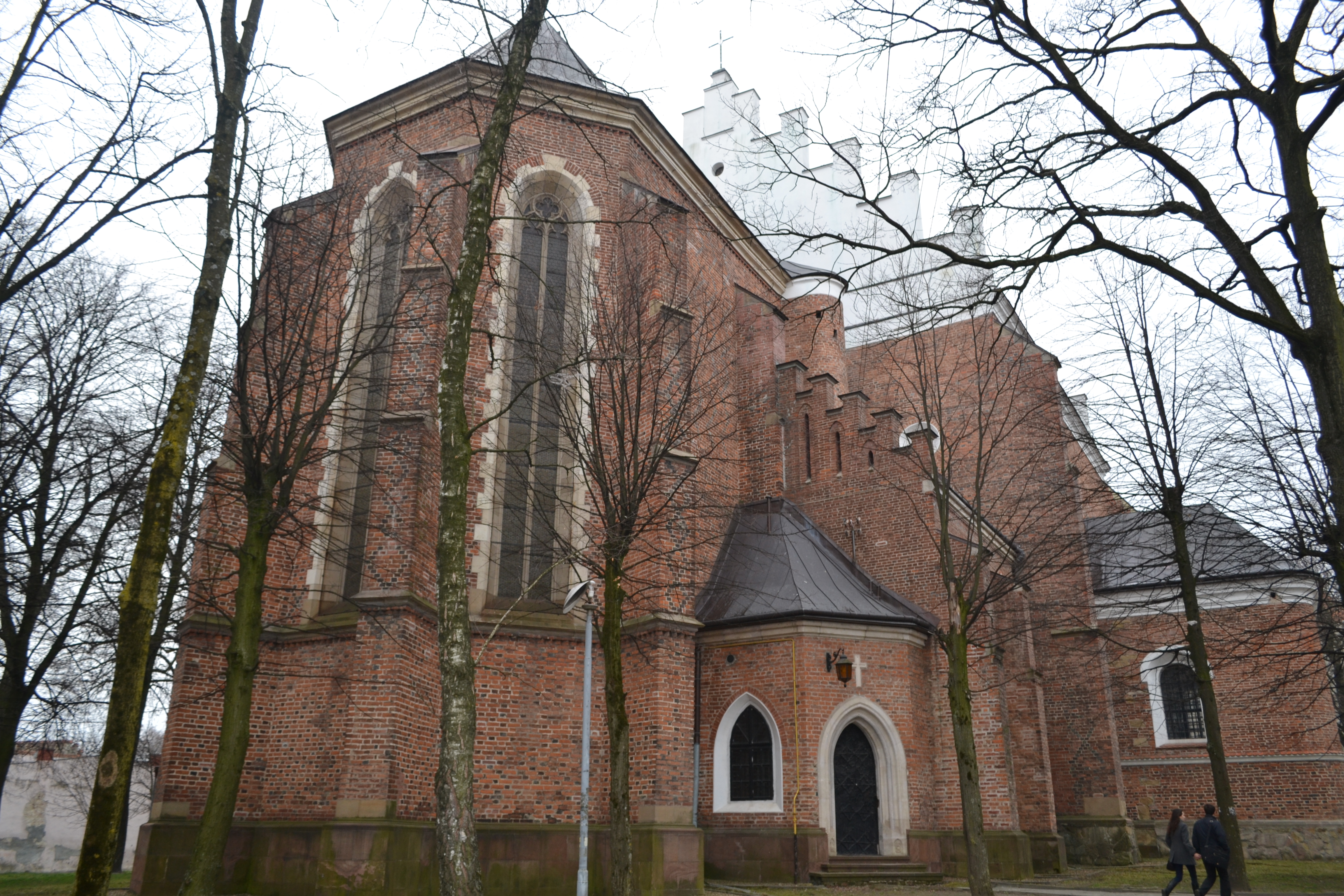
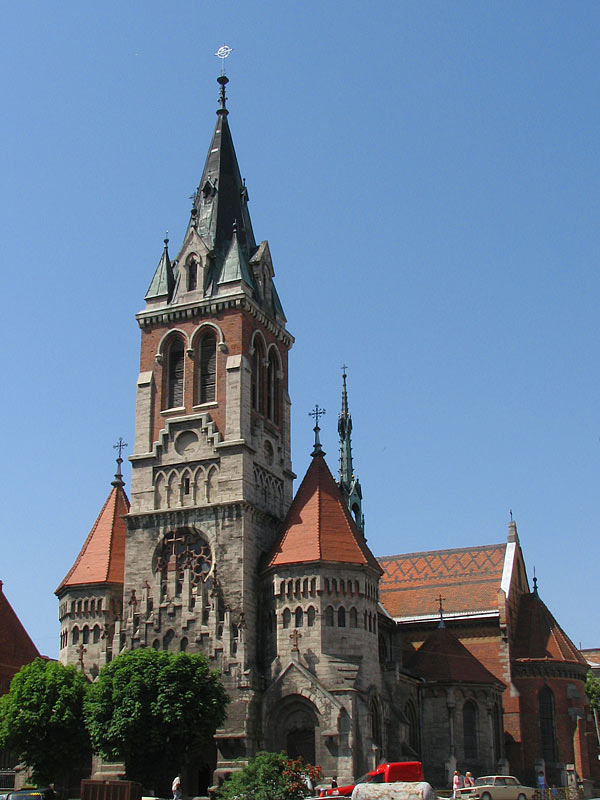
کلیسای سنت استانیسلاوس ، چورتکیف (ساخت ۱۶۱۹، بازسازی شده در اوایل قرن ۲۰)
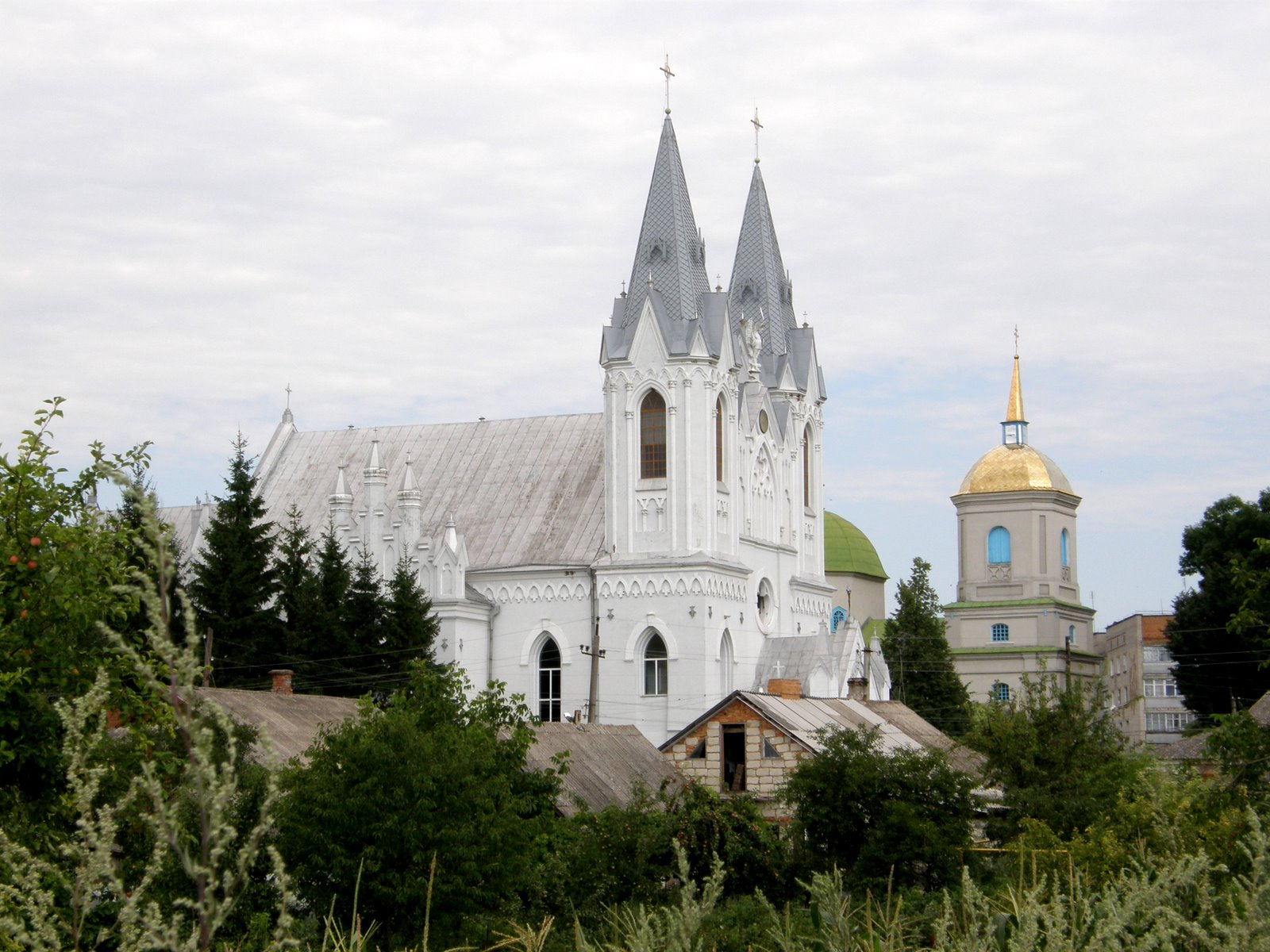
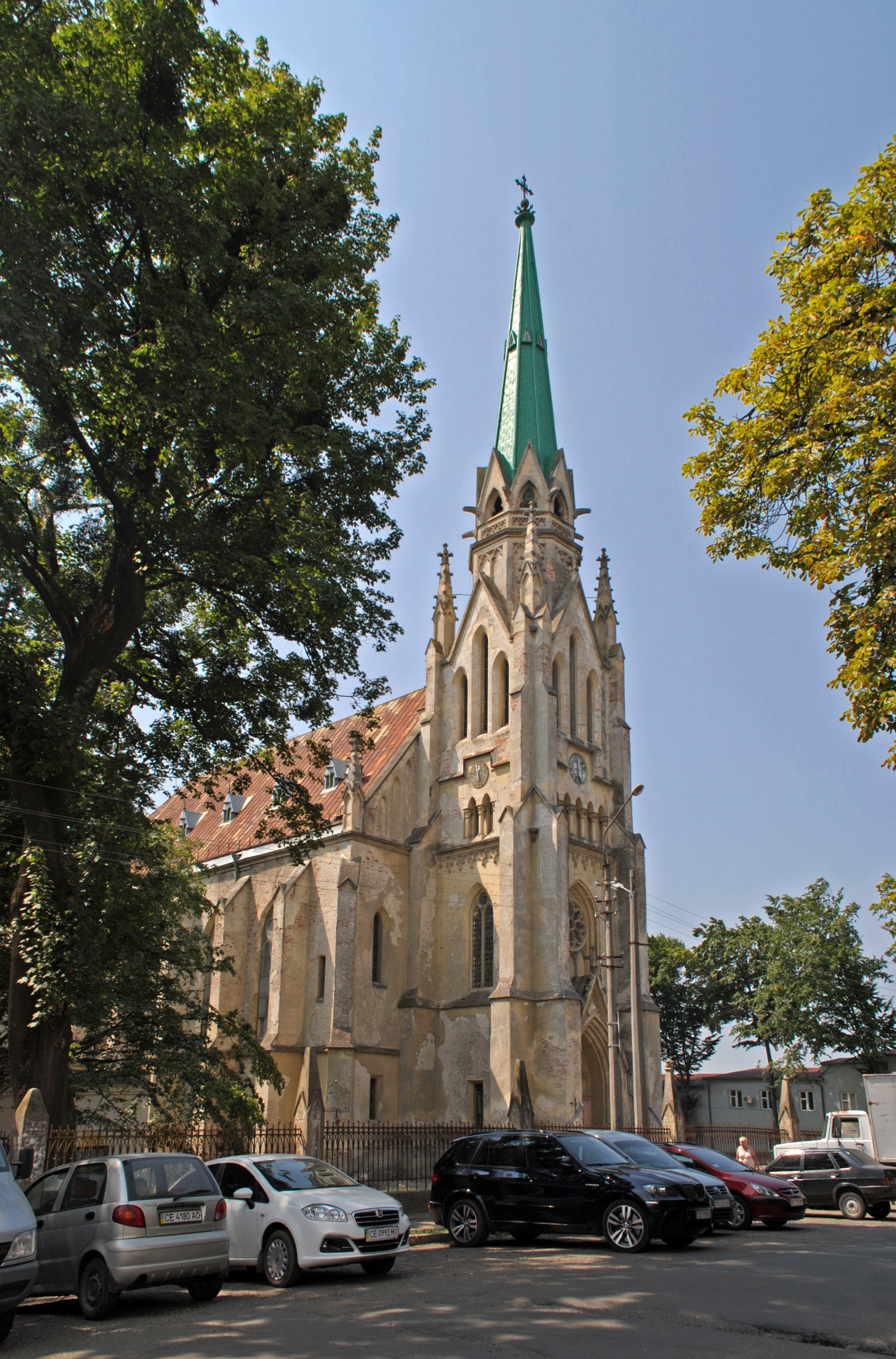
کلیسای قلب عیسی، چرنیوسی (۱۸۹۲-۱۸۹۴)
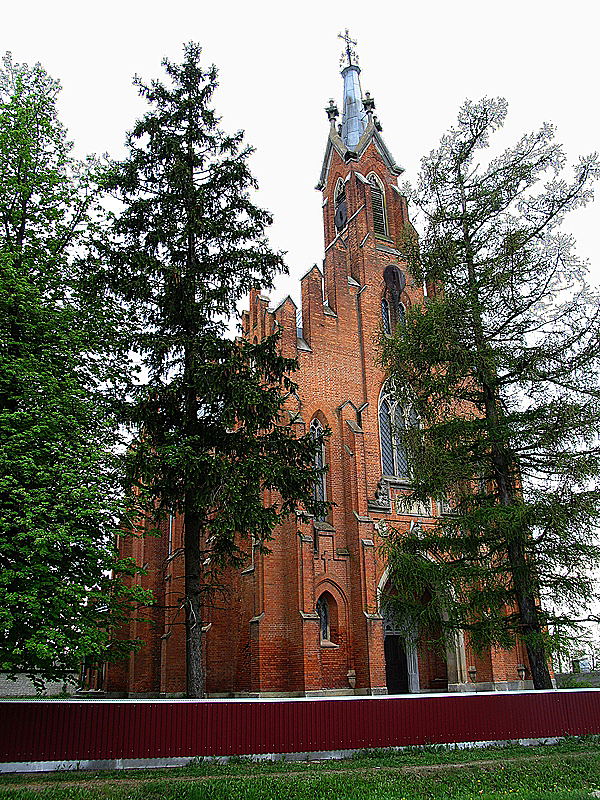
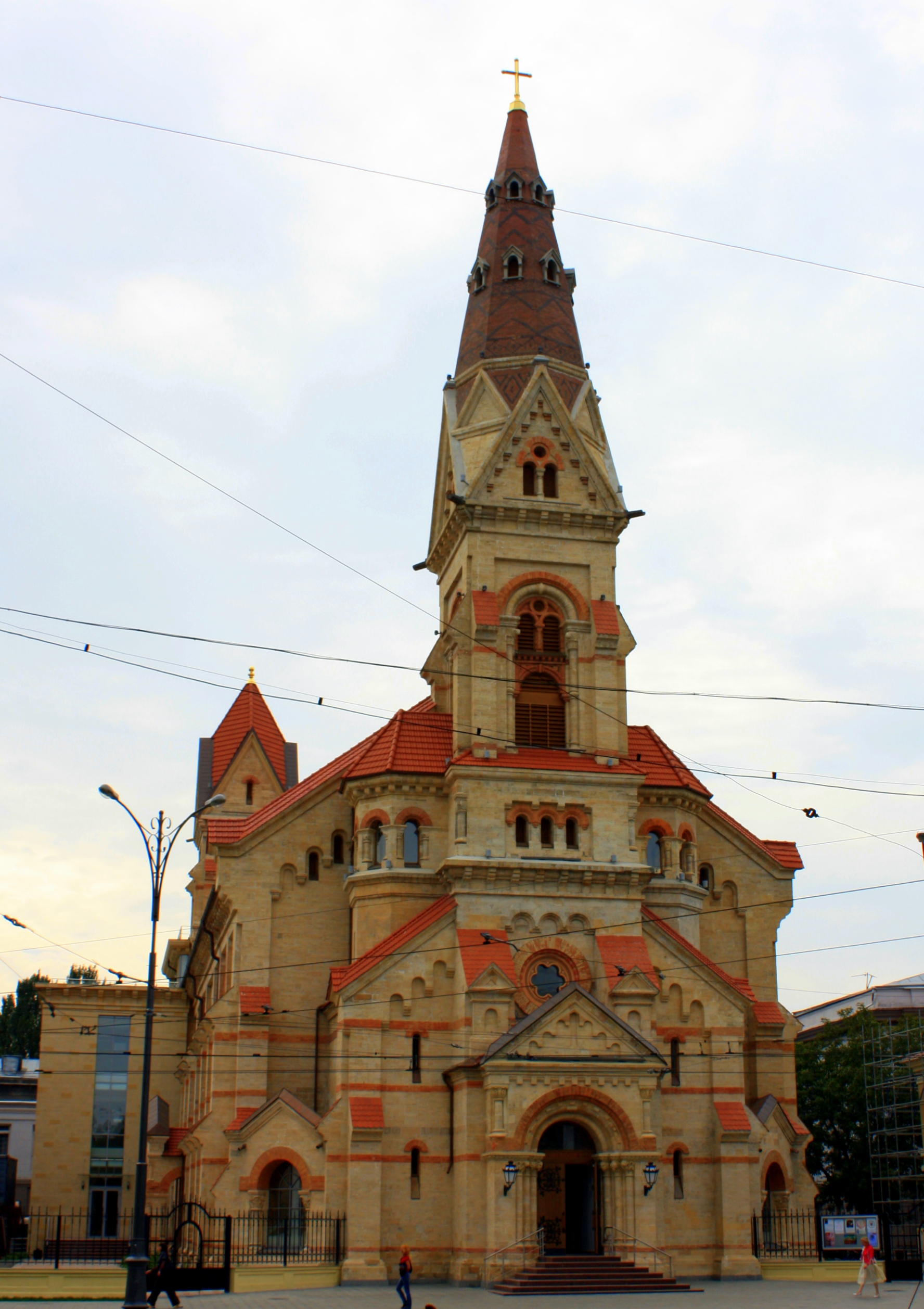
کلیسای جامع لوتران مرکزی اوکراین سنت پل، اودسا (ساخت ۱۸۲۷)
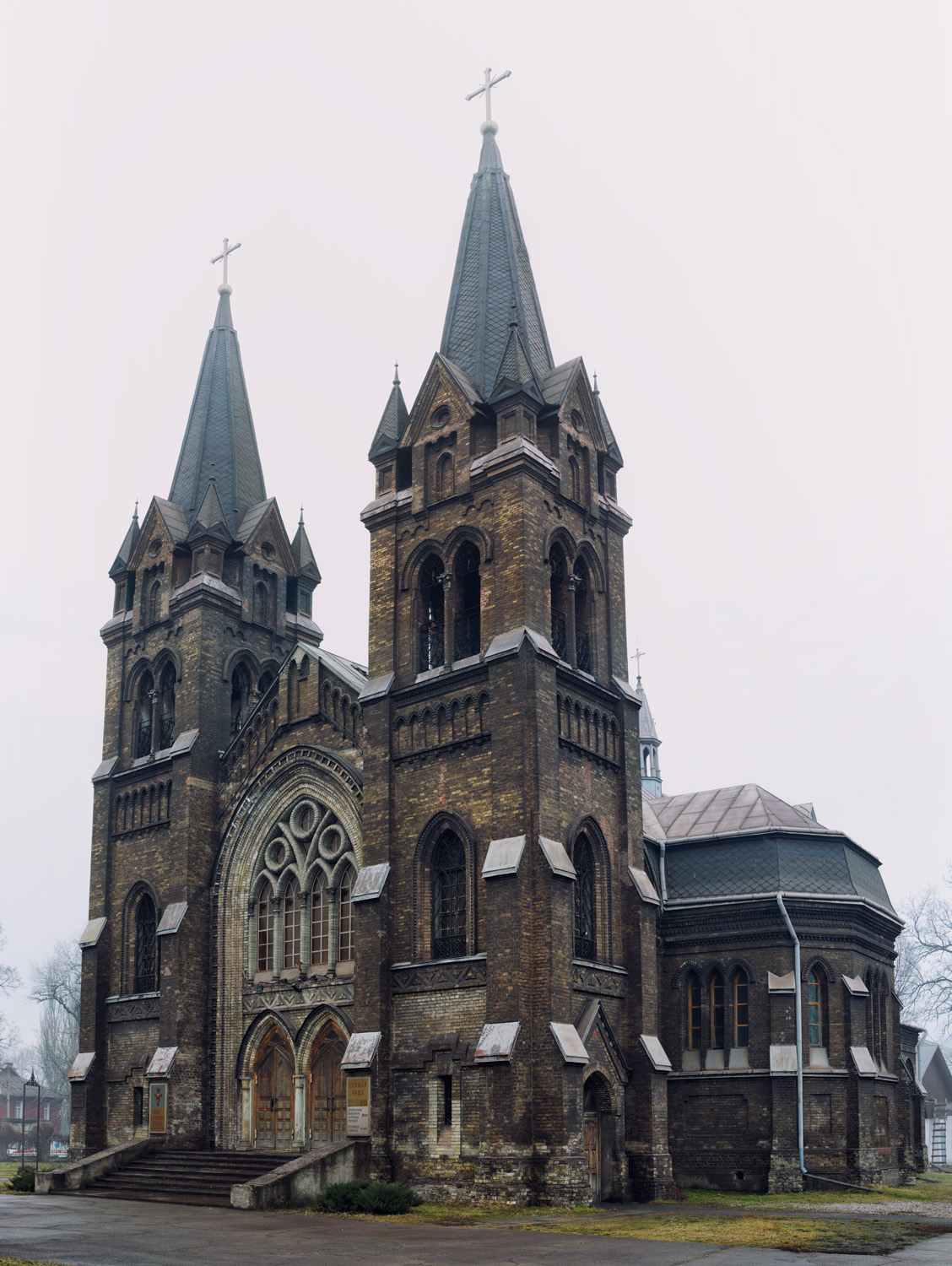
کلیسای سنت نیکلاس، دنیپرو (ساخت ۱۸۹۵)
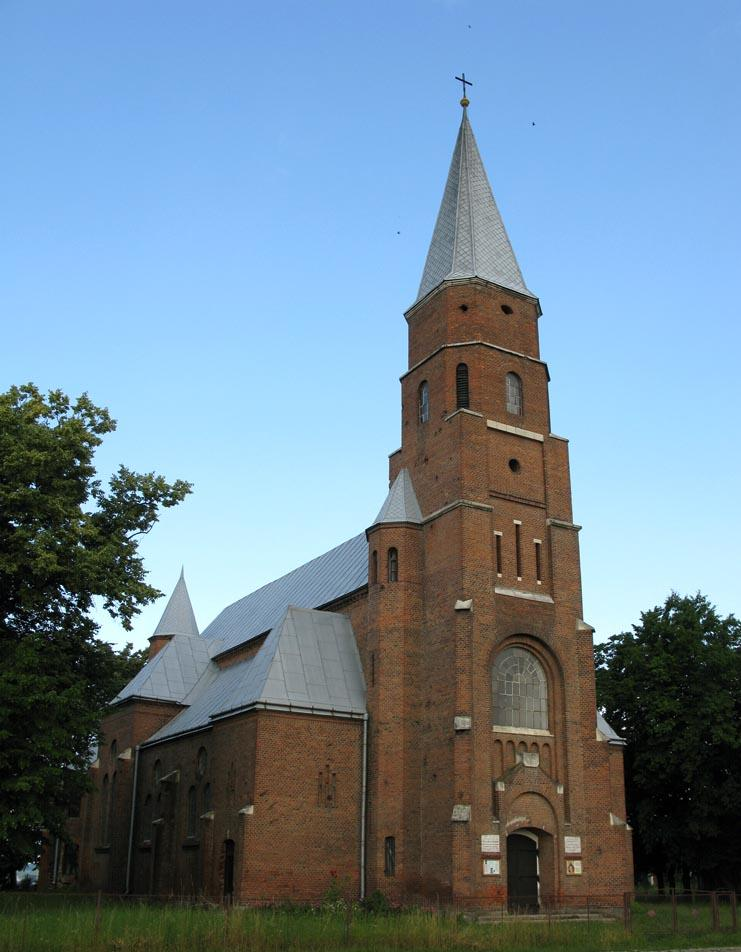
کلیسای عروسی مریم مقدس (۱۹۰۵-۱۹۱۸)
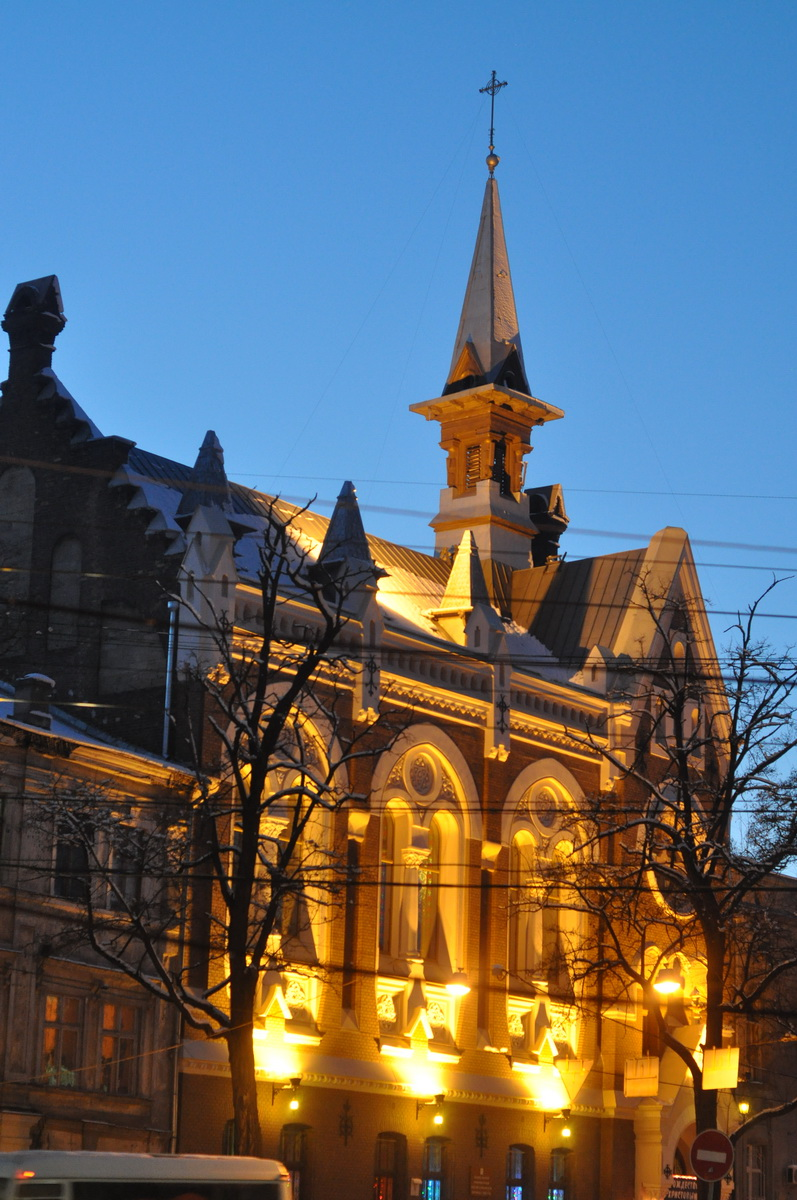